# Desarrollo Urbano Tres Ríos

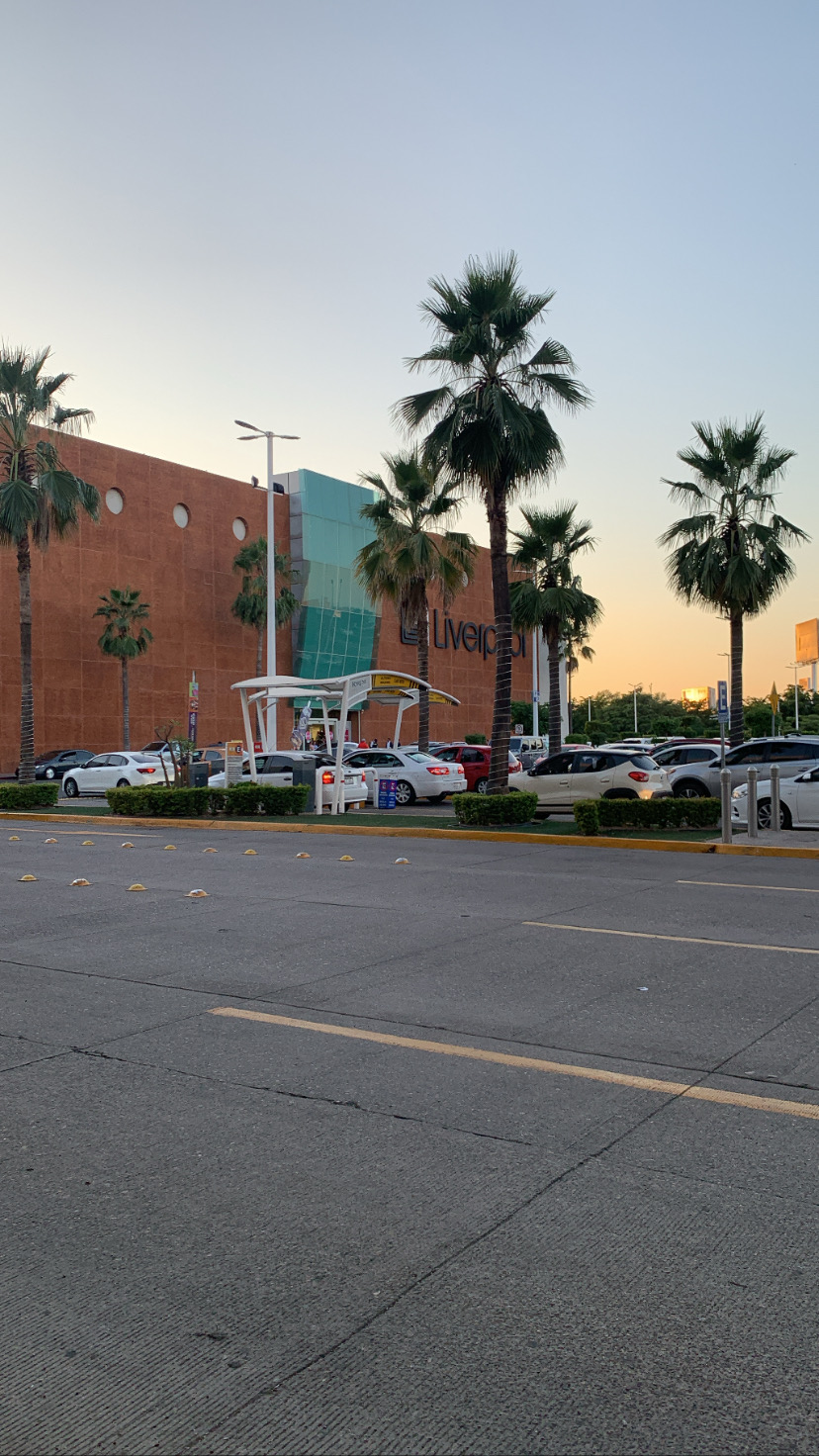
Tienda Liverpool ubicada en Tres Ríos.

El Desarrollo Urbano Tres Ríos es un organismo público descentralizado creado en 1991 por Francisco Labastida Ochoa, entonces gobernador del estado de Sinaloa, en la ciudad de Culiacán, en México. Se ubica en la segunda zona más importante, después de Culiacán Centro, la cual se encuentra justo al lado de esta, separadas por el río Culiacán.
Está ubicado en el centro de la ciudad, entre las zonas de Ciudad Universitaria, Humaya, Bachigualato, Centro, Las Quintas, entre otras.
El desarrollo es llamado Tres Ríos por abarcar toda las riveras de los ríos Humaya y Tamazula, los cuales forman el Culiacán también parte importante del proyecto.
Actualmente cuenta con un centro comercial, varias plazas, hospitales y servicios de salud, servicios estatales, hoteles, restaurantes, torres comerciales, comercios importantes, zonas residenciales y residenciales privadas, uno de los dos malecones de la ciudad, universidades, escuelas, parques y la Central de Autobuses Millenium Culiacán.

## Rutas de transporte
Al ser la segunda zona financiera y más grande de la ciudad, cuenta con varias rutas del transporte urbano de la ciudad, como:
- 21 de Marzo-Centro
- Aguaruto-Centro (USE)
- Barrancos-Centro
- Bugambilias-Centro
- Campiña-Palacio de Gobierno
- Canal 3-Centro
- Cañadas-Quintas
- Cucas-Centro
- Fovissste-Centro
- Huertas-Isla Musala
- Issstesin-Centro
- Lázaro Cárdenas-Centro
- Lomas de Rodriguera-Centro
- Nvo. Culiacán-Centro
- Tierra Blanca-San Miguel
- Toledo-Centro
- UDO-4 de Marzo
- Vegas-Centro

## Economía e infraestructura
- Aeroméxico: Country Courts, frente al Country Club.
- Casinos: Royal Yak, River Casino, Play City, Caliente Forum, Caliente La Isla
- Clubes nocturnos: Opera, Ninbux, Mala Noche, Retro, Molokay, Kuwa, Keops
- Hoteles: Hotel Tres Ríos, Hotel Lucerna, Hotel One, Hotel Fiesta Inn., City Express Culiacán, Microtel Inn and Suites Culiacán.
- Restaurantes: Burger King, KFC, Panamá, Vips (ahora cerrado permanentemente desde 2023), El Farallón, Applebee's, Sushi Factory, Tai Pak, Mandarin China House, Albertos, Italiannis, Cabanna, Chili's, Johnny Rockets, Peter Piper Pizza, Carl's Jr..
- Edificios: Corporativo Dafi, HOMEX Complex, Torre Santa María, Torre Tres Ríos, Country Courts.
- Servicios del Estado: Congreso del Estado, Procuraduría General de Justicia, Procuraduría General del Estado de Sinaloa, USE.
- Centros comerciales y plazas: FORUM Culiacán, Plaza Marizae, Plaza Royal, Plaza Mariana, Plaza Tres Ríos, Plaza Riveras, Plaza Elitte, Plaza Ibiza, Plaza Cortés, Plaza 2255, Plaza Bombay, Plaza Rotarismo, [Plaza Ventura]
- Servicios médicos: Hospital Los Ángeles, Hospital de la Mujer, CREE (Centro de Rehabilitación y Educación Especial).
- Universidades: ITESM (Tecnológico de Monterrey-Campus Culiacán), TecMilenio Campus Culiacán, Universidad de San Miguel, Universidad de Occidente.
- Escuelas: Colegio Independencia, Instituto América, Colegio Integral del Saber, Yoliztli.
- Parques: Country Club Culiacán, Campos Coppel, Parque Las Riveras (público).
- Supermercados: Bodega Aurrera, City Club, Casa Ley, Soriana Híper, Walmart 3 Ríos y La Isla.
- Tiendas departamentales: Liverpool, Sam's Club, Sanborns, Sears, Coppel, Suburbia, Lowe's.
- Comercio Automotriz: Acura, Audi, Chevrolet, Chrysler, Dodge, Ford, GMC, Honda, Hyundai, Jeep, Kia Lincoln, Mazda, Mercedes Benz, Mercury, Nissan, Renault, Suzuki, Toyota, Volvo, Volkswagen.
- Bancos: BBVA, Banamex, Banorte, BanRegio, CI Banco, Santander, Scotiabank, HSBC, Afirme.
- Residenciales privadas: La Ribera, Alegranza, Las Flores, La Joya, Los Álamos, Country Álamos, Banus 360°.
- Club de Golf: Country Club Culiacán.